# NGC 7675
NGC 7675 é uma galáxia elíptica (E/SB0) localizada na direcção da constelação de Pegasus. Possui uma declinação de +08° 46' 09" e uma ascensão recta de 23 horas, 28 minutos e 05,8 segundos.
A galáxia NGC 7675 foi descoberta em 16 de Agosto de 1830 por John Herschel.